# الخربة (مرجعيون)
الخربة هي إحدى القرى اللبنانية من قرى قضاء مرجعيون في محافظة النبطية.

## الاسم والموقع
بلدة الخربة هي بلده قديمة العهد كانت مسكن للملوك باعتبارها تقع على مرتفع بين قلعة الشقيف غربا وقلعة النمرود في فلسطين شرقا وكانت الاشارات في ذلك الزمن بالنار وكانوا الملوك يعطون الاشاره لكلتا القلعتين واعيد تسميتها برج الملوك نسبة لهذا التاريخ.وتقع على مرتفع علوه 700متر تقريبا.سجل محو الاميه بها عام1932 تقع بين بلدتين من الجنوب كفركلا ومن الشمال القليعه قضا مرجعيون محافظه النبطية

## لمحة تاريخية
يعود تاريخها إلى ما قبل الميلاد ويوجد بها بعض الاثار الرومانيه في منطقه تسمى الحوش وهو نبع مياه يروي اهالي البلده مزروعاتهم.ويروي كبار السن ان معارك عنيفه جرت على تخومها وبداخلها ابان الحرب العالميه الثانية عندما دخل الإنكليز وجيش الجنرال ديغول إلى لبنان وكان المدافعون عنها من جنود الجنرال بيتان أي حكومه فيشي واغلبهم من تونس وأستراليا والسنغال ويحكى بانهم قتلوا جميعا حتى استطاع الإنكليز دخول البلده ولا تزال اثار الدشم حتى وقتنا الحالي.

## المرافق الرسمية
يوجد في برج الملوك مخفر للدرك ومدرسه رسميه وبلديه يرئسها حاليا ايلي سليمان ومختار ماهر ديب كما يوجد نادي الشعلة وتعاونيه زراعيه وعدد من الجمعيات النسائيه.

## اقتصادها
بلده برج الملوك مشهوره بشجر الزيتون ويعتبر الزيت من أهم أنواع الزيت عالميا يقوم الاهالي بتخزين مونتهم والباقي يباع باسعار جيده.كما يوجد سهل مرجعيون ولاهالي البلده قسم كبير منه يزرع خضار وحنطه وغيره كما ان هنالك مورد من رواتب الموظفين.ويوجد عدد من الشركات التجاريه ومعاصر للزيتون كل هذه الامور تعطي موردا مهما للاهالي.

## الوضع التربوي
يوجد في البلده مدرسه رسميه لكنها مقفله بالوقت الحالي لان اغلب الاهالي يعلمون اولادهم بمدارس خاصه ولا يوجد منزل في برج الملوك الا وتخرج منه اطبا أو مهندسين أو ضباط في الجيش وقوى الأمن ومدرسين جامعيين ولمع العديد من ابنائها بعدد لا يستهان به من المراكز العامه والخاصة.

## عائلاتها
يوجد الكتير من العائلات في برج الملوك واكترها عددا عائلة الحمصي.سليمان.رزق.ديب.الحداد.فرح.الخوري.صعب.النداف.حروز.قسطنطين.سعد.مسعد.ويوجد العديد من العائلات المحترمه أيضا ويتعاون الاهالي بانهاض البلده بكل الوسائل.